# Bauniglbach
Der Bauniglbach ist ein Fließgewässer im bayerischen Landkreis Rosenheim. Der kurze Zufluss zum Aubach entsteht im bayrischen Voralpenland bei Kohlstatt, fließt südwärts, bevor er nach kurzem Lauf von rechts in den Aubach mündet.